# Латгальский национальный колхозный передвижной театр
Латгальский национальный колхозный передвижной театр — театр, существовавший с 1934 по 1937 год. Первоначально действовал в Ачинске, затем переехал в Новосибирск.

## История
Театр был создан в 1934 году с целью обслуживания «колхозного и единоличного сектора» по инициативе латгальской газеты «Taisneiba» и московского просветительского общества «Прометей» постановлением СНК РСФСР «О работе и развитии совхозно-колхозных театров» и резолюцией Запсибкрайкома ВКП(б) «О положении театрального дела в Западно-Сибирском крае» от 29 января 1934 года.
В 1934 году культурное учреждение называлось Передвижным латгальским колхозным театром, в 1935 — Латгальским национальным колхозно-совхозным театром, в 1936 — Латгальским межкраевым колхозным театром, в 1937 — Латгальским национальным колхозным передвижным театром.
Коллектив состоял из представителей рабочей и колхозной молодёжи, в труппе насчитывалось 8 человек, в 1936 году актёрский состав увеличился до 12 человек. Театр организовывал широкую просветительскую и концертную деятельность.
В 1937 году по причине ареста органами НКВД актёров театр был закрыт.

## Репертуар
В репертуаре театра были водевили и пьесы, рассказы, пение (частушки, соло, цитра соло, дуэт, хор), концерты под баян, оркестр..

## Коллектив
В театре играли актёры В. А. Балцар, И. И. Галван, Ф. Я. Вуцан, А. К. Цукман, М. Е. Логинов, И. К. Мацур, А. Э. Авласевич, В. А. Давыдов, И. Д. Кокин, И. Ю. Нейциник, Т. С. Валько, А. А. Шкелькин, Я. А. Кейраг, здесь работали музыкант И. А. Романовский и ученик баяниста А. Б. Сайдо.

### Режиссёры
- П. Ю. Липин (11.1934—14.07.1935)
- В. П. Спогис (01.01.1936—15.09.1936)
- А. И. Чач (15.03.1937—10.1937)
- И. И. Галван (15.07.1935—01.02.1936), некоторое время замещал режиссёра[1].

### Директоры
- Д. А. Циркуль (с октября 1934 по октябрь 1935)[1].